# Theater der Deutschen
Theater der Deutschen war eine Buchreihe, in der zeitgenössische deutschsprachige Theaterstücke veröffentlicht wurden. Sie erschien zwischen 1766 und 1784 in insgesamt 20 Bänden.

## Erscheinungsweise
Die ersten 6 Bände erschienen bei Johann Heinrich Rüdiger in Berlin und Leipzig. Ab Band 7 (1768) erschien die Reihe dann bei Johann Jacob Kanter in Königsberg und Leipzig. Seitdem wurde etwa ein Band pro Jahr herausgegeben. 1776 wurde das Erscheinen eingestellt, 1783/1784 wurden noch zwei Bände nachgereicht. Der letzte Band enthielt als letztes Stück Schillers „Räuber“.

## Inhalt
Neben Stücken von Gotthold Ephraim Lessing, Goethe und Schiller enthielten die Bände auch die Werke von Autoren, die heute weit weniger bekannt sind.